# Valarie Allman
Valarie Carolyn Allman (23 februari 1995) is een Amerikaanse discuswerpster. Ze werd tweemaal olympisch kampioene. Op de wereldkampioenschappen, waaraan zij viermaal deelnam, slaagde zij er nog niet in om de titel te veroveren. Ze werd eenmaal tweede en eenmaal derde. Wel is zij inmiddels zesvoudig Amerikaans kampioene en houdster van het nationale record, dat tot in 2024 zelfs een werelddeelrecord was.  

## Biografie
Allman studeerde aan de Stanford-universiteit, waar zij in 2017 haar bachelorgraad haalde in product design. Tegenwoordig is zij verbonden aan de Universiteit van Texas in Austin, waar zij werkzaam is als vrijwillig assistent. Ze heeft een sponsorcontract met ASICS.
Allman boekte haar eerste internationale succes op de wereldkampioenschappen voor U20-junioren van 2014, die in Eugene plaatsvonden. Ze veroverde er, op haar negentiende, de zilveren medaille. 
Drie jaar later debuteerde zij op de wereldkampioenschappen in Londen, waar zij strandde in de kwalificatieronde. Beter deed zij het enkele weken later op de Universiade in Taipei, Taiwan; daar veroverde zij het zilver.
In 2018 werd Allman voor het eerst Amerikaans kampioene en vanaf dat moment was zij in eigen land onbetwist de beste, want tot en met 2024 produceerde zij op de nationale kampioenschappen steevast de winnende worp. In 2018 werd zij ook tweede bij de NACAC-kampioenschappen, maar internationaal slaagde zij er pas in 2021 in om op de uitgestelde Olympische Spelen van Tokio de top te bereiken. In de finale van het discuswerpen nam zij bij haar eerste poging direct de leiding, om die vervolgens niet meer af te staan.
Bij de WK van 2022 in Eugene wist zij voor eigen publiek niet opnieuw te schitteren, al was haar bronzen medaille toch de eerste die ooit door een Amerikaanse vrouw op een WK bij het discuswerpen werd veroverd.
Op de WK van 2023 in Boedapest ging Allman in de finale tot aan de vierde ronde aan de leiding, maar haar in die ronde geproduceerde 69,23 m werd in de volgende ronde verrassend overtroffen door haar landgenote Laulauga Tausaga, die 69,49 liet opmeten. Die aanval van Tausaga, die zij op de Amerikaanse kampioenschappen nog achter zich had weten te houden, wist ze niet te pareren.
Op de Olympische Spelen van 2024 in Parijs was Allman met 69,50 weer onbetwist de beste en prolongeerde zij haar olympische titel. 
In 2022 wierp Allman een Noord- en Midden-Amerikaans record met een afstand van 71,46 m Deze prestatie, die zij neerzette in San Diego, werd in april 2024 verbeterd door de Cubaanse Yaimé Pérez, die er 73,09 van maakte.

## Titels
- Olympisch kampioene discuswerpen - 2020, 2024
- Amerikaans kampioene discuswerpen - 2018, 2019, 2021, 2022, 2023, 2024

## Persoonlijke records
Outdoor
| Onderdeel    | Prestatie           | Datum        | Plaats    |
| ------------ | ------------------- | ------------ | --------- |
| discuswerpen | 71,46 m (ex-AR; NR) | 8 april 2022 | San Diego |

## Palmares

### discuswerpen
Kampioenschappen
- 2014:  WK U20 - 56,75 m
- 2017:  Amerikaanse kamp. - 57,93 m
- 2017: 14e in kwal. WK - 53,85 m
- 2017:  Universiade - 58,36 m
- 2018:  Amerikaanse kamp. - 63,55 m
- 2018:  NACAC-kamp. - 59,67 m
- 2019:  Amerikaanse kamp. - 64,34 m
- 2019: 7e WK - 61,82 m
- 2021:  Amerikaanse kamp. - 69,92 m
- 2021:  OS - 68,98 m
- 2022:  Amerikaanse kamp. - 66,92 m
- 2022:  WK - 68,30 m
- 2023:  Amerikaanse kamp. - 66,67 m
- 2023:  WK - 69,23 m
- 2024:  Amerikaanse kamp. - 70,73 m
- 2024:  OS - 69,50 m

Diamond League-resultaten
- 2021:  Weltklasse Zürich - 69,20 m
- 2021:   Diamond League
- 2022:  Birmingham Grand Prix - 67,85 m
- 2022:  Prefontaine Classic - 68,35 m
- 2022:  Meeting de Paris - 68,68 m
- 2022:  Weltklasse Zürich - 67,77 m
- 2022:   Diamond League
- 2023:  Golden Gala - 65,96 m
- 2023:  Meeting de Paris - 69,04 m
- 2023:  Prefontaine Classic - 68,66 m
- 2023:   Diamond League
- 2024:  Diamond League Xiamen - 69,80 m
- 2024:  Yangtze Delta Athletics Diamond Gala - 69,86 m
- 2024:  Prefontaine Classic - 67,36 m
- 2024:  Meeting de Paris - 68,07 m
- 2024:  Memorial Van Damme - 68,47 m
- 2024:   Diamond League

1928: Halina Konopacka ·
1932: Lillian Copeland ·
1936: Gisela Mauermayer ·
1948: Micheline Ostermeyer ·
1952: Nina Romasjkova ·
1956: Olga Fikotová ·
1960: Nina Romasjkova ·
1964: Tamara Press ·
1968: Lia Manoliu ·
1972: Faina Melnik ·
1976: Evelin Schlaak ·
1980: Evelin Jahl ·
1984: Ria Stalman ·
1988: Martina Hellmann ·
1992: Maritza Martén ·
1996: Ilke Wyludda ·
2000: Ellina Zvereva ·
2004: Natalja Sadova ·
2008: Stephanie Brown-Trafton ·
2012: Sandra Perković ·
2016: Sandra Perković ·
2020: Valarie Allman ·
2024: Valarie Allman